# Tepecik, Efeler
Tepecik là một thị trấn thuộc huyện Efeler, tỉnh Aydın, Thổ Nhĩ Kỳ. Dân số thời điểm năm 2010 là 3.775 người.